# Schweizer Orthographische Konferenz
Die Schweizer Orthographische Konferenz (SOK) ist eine Sprachgesellschaft. Sie wurde im Jahr 2006 von Schweizer Sprachwissenschaftlern und Anwendern der Presse und der Verlage gegründet.

## Ziele
Die SOK hat sich zum Ziel gesetzt, «die von der Rechtschreibreform beschädigte Einheitlichkeit und Sprachrichtigkeit der Rechtschreibung in Presse und Literatur der Schweiz wiederherzustellen».

## Tagungen
Die SOK erarbeitet Empfehlungen zur Rechtschreibung. Auf ihrer ersten Tagung, die am 1. Juni 2006 stattfand, empfahl sie Presse und Literatur, den Grundsatz, «bei Varianten die herkömmliche» einzuhalten. Als Varianten gelten dabei nur unterschiedliche Schreibweisen mit gleicher Bedeutung wie etwa Graphik/Grafik, jedoch nicht solche mit Bedeutungsunterschied wie wohl durchdacht/wohldurchdacht.
Für die Fälle, in denen die Anwendung des Grundsatzes zu keiner Entscheidung über die Schreibweise führt, erstellte eine Arbeitsgruppe der SOK aus Sprachwissenschaftlern und Praktikern Wörterlisten.
Auf der zweiten Tagung am 12. Oktober 2006 präsentierte die SOK Empfehlungen mit Wörterlisten, wo die reformierte Rechtschreibung nicht verwendet werden sollte: Fremdwörter (Communiqué), ä-Schreibungen (Stengel), falsche Herleitungen (Quentchen), Ableitungen von Personennamen und geographische Ableitungen (Ohmsches Gesetz, sanktgallisch), Einzelfälle (rauh).
Auf der dritten Tagung vom 7. Mai 2007 im Hotel Greulich  in Zürich stellte die SOK ihren Internetauftritt und erste Empfehlungen zur Gross- und Kleinschreibung vor. Danach sollen Floskeln wie «im wesentlichen» und «im allgemeinen», Verbindungen mit -mal wie «jedesmal» sowie lateinische Fügungen wie «Modus vivendi» wieder wie vor der Reform klein geschrieben werden.
Auf der vierten Tagung vom 31. Oktober 2007 im Zunfthaus zur Waag in Zürich stellte die SOK ihre abschliessenden Empfehlungen zur Rechtschreibung vor. Unter anderem sollen die Tageszeiten wie «heute abend» analog zu «heute früh» wie vor der Reform klein geschrieben werden, beim Zusammentreffen von Ziffern und Buchstaben wie „19jährig“ soll kein Bindestrich gesetzt werden, und der Konjunktiv in «wenn ich schriee» soll durch ein zweites e markiert werden.
Auf ihrer fünften Tagung vom 4. Juni 2009 im Zunfthaus zur Waag in Zürich forderte die SOK die politisch Verantwortlichen in Bund und Kantonen in einer Resolution auf, die Rechtschreibreform am 1. August 2009 in den Schulen nicht notenwirksam werden zu lassen. Denn am 31. Juli 2009 ging in der Schweiz die dreijährige Übergangsfrist, während der die herkömmlichen Schreibungen noch toleriert wurden, zu Ende. Nationalrätin Kathy Riklin wies darauf hin, dass ihr Postulat vom September 2004, obwohl vom Bundesrat zustimmend beantwortet, noch immer nicht wunschgemäss erfüllt sei.
Auf ihrer sechsten, in Zusammenarbeit mit dem Verein Medienkritik Schweiz durchgeführten Tagung vom 20. Mai 2010 im Zunfthaus zur Waag in Zürich stellte die SOK fest, dass die nach wie vor fehlende einheitliche und sprachrichtige Rechtschreibung zu grosser Unsicherheit bei Journalisten, Schülern, Studenten und zunehmend auch bei den Lehrern führe. Unannehmbar sei, dass der für Schulen verbindliche Schweizer Schülerduden zahlreiche nach neuer Rechtschreibung gültige herkömmliche Varianten unterschlage. Auch der Leitfaden der Bundeskanzlei enthalte noch zu viele Fehler. Einen Lichtblick gebe es in Österreich, wo die Autoren in einem Vertrag mit den Schulverlegern erreicht haben, dass ihre Texte in Schulbüchern nicht ohne ihre Zustimmung an neue Normen angepasst werden dürfen.
Ihre siebte Tagung führte die SOK am 13. November 2010 im Rahmen des Literaturfestivals BuchBasel durch. Dabei erhob die SOK Anspruch auf einen Sitz im Rat für deutsche Rechtschreibung. Er sei begründet, weil die SOK sich in den letzten Jahren als orthographisches Kompetenzzentrum in der Schweiz etabliert habe und ihre Empfehlungen vom Verband Schweizer Presse und von der Chefredaktorenkonferenz unterstützt würden. An der Tagung stellte die SOK ihren neuen «Wegweiser zu einer einheitlichen und sprachrichtigen deutschen Rechtschreibung» vor, eine kompakte Einführung in die Empfehlungen der SOK. Die SOK führte in Basel auch eine Podiumsdiskussion unter der Leitung von Raphael Zehnder (DRS2 aktuell) mit Jürg Dedial (NZZ), Christoph Eymann (Regierungsrat Basel-Stadt), Ludwig Laher (österreichischer Schriftsteller, Mitglied des Rechtschreibrats) und Rudolf Wachter (Sprachwissenschaftler, Arbeitsgruppe SOK). Laher stellte den Vertrag vor, mit dem die österreichischen Autoren erreichten, dass ihre Texte in Schulbüchern nicht einfach an amtliche Normen der Rechtschreibung angepasst werden dürfen. Der Vertrag habe Modellcharakter; dass er nötig ist, zeige, wie prekär die gegenwärtige Lage sei.
An der achten Tagung vom 27. Juni 2013 beim NZZ Folio in Zürich gab der Reclam-Verlag bekannt, dass er, wenn der Autor einverstanden sei, den Empfehlungen der SOK als dem «vernünftigsten Rechtschreibkonzept» folge und nicht den Empfehlungen des Dudens. Ab 2015 folgte der Reclam-Verlag den amtlichen Regeln mit Bevorzugung der klassischen Schreibweise bei Varianten.
An der neunten Tagung vom 7. November 2014 beim St. Galler Tagblatt sagte der Präsident des Verbandes Schweizer Medien, Hanspeter Lebrument, er wolle sich im Verband für eine einheitliche Rechtschreibung der Schweizer Zeitungen im Sinne der SOK einsetzen.

## Wirkung
Der SOK ist es gelungen, wichtige Vertreter des schweizerischen und übrigen deutschsprachigen Presse- und Verlagswesens an einen Tisch zu bringen. Auch Vertreter von Sprachorganisationen aus der Bundesrepublik Deutschland wirken mit, zum Beispiel von der Aktion Deutsche Sprache, dem Verein Deutsche Sprache und der Zeitschrift Deutsche Sprachwelt.
Als erste deutschsprachige Nachrichtenagentur hat die Schweizerische Depeschenagentur (SDA) beschlossen, den Empfehlungen der Schweizer Orthographischen Konferenz zu folgen.
In einem offenen Brief an den Vorsitzenden des Rats für deutsche Rechtschreibung, Hans Zehetmair, kritisierte die SOK im Juni 2007, dass das Regelwerk auch in seiner dritten Fassung von 2006 noch Schwachstellen habe, und bot dem Rat die Zusammenarbeit an.

## Gründungsmitglieder
- Urs Breitenstein, ehemaliger Verleger Schwabe Verlag und Präsident Buchverlegerverband
- Filippo Leutenegger, Verleger des Verlags Medienarena, ehemaliger Nationalrat, Stadtrat der Stadt Zürich
- Peter Müller, ehemaliger Direktor Schweizerische Depeschenagentur
- Robert Nef, ehemaliger Herausgeber Schweizer Monatshefte
- Stefan Stirnemann, Sprachkreis Deutsch, Gymnasiallehrer
- Rudolf Wachter, Universität Basel und Universität Lausanne
- Peter Zbinden († 2014), ehemaliger Präsident Sprachkreis Deutsch, ehemaliger Schulleiter